# Stern Szeréna
Stern Szeréna, férjezett Pollák Ferencné (Nagyatád, 1890. június 15. – Budapest, 1966. március 2.) magyar tanítónő, politikus, nőmozgalmi aktivista.

## Élete
Stern József és Herstein Róza gyermekeként született egy szegény zsidó családban. A budapesti VI. Kerületi Állami Tanítónőképző-Intézet magántanulója volt. 1917-ben a Magyarországi Munkások Gyermekbarát Egyesületének egyik fő szervezőjeként, majd titkáraként tevékenykedett. Tagja lett a Magyarországi Szociáldemokrata Pártnak és 1918-ban beválasztották az Országos Nőszervező Bizottságba. Nyilvános szereplésein gyakran a Somogyi álnevet használta. 1925-től a Budapesti Törvényhatósági Bizottság tagjaként főleg szociális ügyekkel foglalkozott. A munkásgyermekek napközis nyaraltatásának kezdeményezője és szervezője volt. A Nőmunkás című folyóirat és a Szövetkezeti Értesítő munkatársaként, illetve a Gyermekbarát Egyesület titkáraként is működött. A Fővárosi Önkormányzatnál tagja lett az oktatási, a szociálpolitikai, a jóléti és gyermekvédelmi bizottságoknak. 1940-ben le kellett mondania hivatali állásáról a második zsidótörvény elfogadása után. Már a második világháború utolsó évében, 1945 januárjától szaktanácsadóként dolgozott a városházán. 1945 júniusától a Társadalompolitikai ügyosztályt vezette és ismét beválasztották a Fővárosi Törvényhatósági Bizottságba (1945–1950). 1955-től a Fővárosi Tanács tagja lett. Az 1950-es évek végén vonult nyugalomba. Halálát érelmeszesedés okozta.
1925. december 3-án Budapesten nőül ment Pollák Ferenc (1901–?) magántisztviselőhöz. Gyermekük nem született. Férje 1943 januárjában tűnt el munkaszolgálatosként a keleti fronton.

## Díjai, elismerései
- Magyar Köztársasági Érdemrend arany fokozata (1948)